# Кали (демон)
Кали (санскр. कलि, IAST: kali) — в индийской мифологии олицетворение последней, ныне происходящей мировой эпохи Кали-юга, в виде демона.
В игре в кости Кали есть олицетворение проигрыша. Кали играет видную роль в известном эпизоде «Махабхараты» о Нале и Дамаянти: он — гандхарва, под влиянием которого Нала проигрывает своё царство в игре в кости со своим братом Пушкарой.
Главный враг Калки (десятой, мессианской аватары Вишну).

## В священных текстах и эпосе
Согласно «Вишну-пуране», Кали представляет собой отрицательное проявление Вишну. Вместе со своими демоническими пособниками он выступает причиной разрушения этого мира.
В «Калки-пуране» Кали описывается как демон, являющийся источником всего зла.
В «Махабхарате» оскорблённый тем, что Дамаянти предпочла ему Налу, Кали мстит им обоим и, воспользовавшись оплошностью Налы, вселяется в него, овладевает его душой и заставляет проиграться дотла, после чего внушает ему бросить Дамаянти в пустыне.

## Родословная
Кали — праправнук Брахмы. Он сын Кродхи (Гнева), а так же его сестры и жены Химсы (Насилия). Он внук Дамбхи (Тщеславия) и его сестры Майи (Иллюзии). Он правнук Адхармы (Неприличия) и его жены Митхьи (Лжи). Адхарма была создана из спины Господа Брахмы. Б. К. Чатурведи, современный переводчик Калки-пураны, утверждает в сноске, что рост Адхармы, кажется, «отражает нашествие Кали-юги и ее кошмарных порождений».

## Воплощения
Наиболее известное воплощение Кали — царевич кауравов Дурьодхана.

## Аналоги
В мифологии айявари аналогом Кали выступает демон Крони и его воплощение Калиян.